# Gene Hickerson
Gene Hickerson (Trenton, 15 febbraio 1935 – Cleveland, 20 ottobre 2008) è stato un giocatore di football americano statunitense che ha giocato nel ruolo di offensive guard per tutta la carriera con i Cleveland Browns della National Football League (NFL). Al college ha giocato a football all’Università del Mississippi. È stato inserito nella Pro Football Hall of Fame nel 2007.

## Carriera professionistica

### Cleveland Browns
Gene fu scelto nel corso del settimo giro del Draft NFL 1957 dai Cleveland Browns. L'anno successivo fu spostato dal ruolo di offensive tackle a quello di guardia per sfruttare al meglio la sua velocità. L'allenatore Paul Brown lo usò come "messaggero" per chiamare gli schemi offensivi, bloccando per gli altri Hall of Famer Jim Brown, Bobby Mitchell e Leroy Kelly. Dopo tre stagioni nella lega, nel 1961 si fratturò una gamba una prima volta e poi una seconda mentre stava guardando una partita ai bordi del campo.
Dopo aver perduto due gare nel 1962, Hickerson si ristabilì e non perse più alcuna gara nel corso della propria carriera professionistica. Hickerson iniziò ad ottenere riconoscimenti solo dopo il ritiro di Jim Brown, mentre bloccava per Leroy Kelly ma fu inserito nel First-team All-Pro per cinque stagioni consecutive dal 1966 al 1970 e fu convocato per sei Pro Bowl consecutivi dal 1966 al 1971. Nel corso della sua carriera, i Browns di Hickerson non ebbero mai una stagione con un record negativo, mentre Gene partì come titolare in quattro finali del campionato NFL, inclusa quella del 1964 vinta contro i Baltimore Colts 27–0. Nel corso dei dieci anni di carriera del giocatore, i Browns ebbero sempre un giocatore che superò le mille yard stagionali, in stagioni composte da sole 14 partite. In sette di queste stagioni ebbero anche il miglior corridore della lega.
Nel 2007, durante la sua induzione nella Pro Football Hall of Fame a Canton, Ohio, Gene, già sofferente di problemi di cuore che funestarono gli ultimi anni della sua vita, fu portato sul palco su una sedia a rotelle spinta da Bobby Mitchell, Jim Brown e Leroy Kelley. Fu annunciata come "ancora una volta, Gene Hickerson guida Bobby Mitchell, Jim Brown e Leroy Kelley." Fu indotto insieme all'amico ed ex compagno alla University of Mississippi e ai Cleveland Browns, Bobby Franklin.
Hickerson morì nei pressi di Cleveland il 20 ottobre 2008. I Browns aggiunsero uno stemma riportante le sue iniziali "GH" sui caschi di gioco per tutta la durata della stagione.

## Palmarès
- Campione NFL (1964)
- (6) Pro Bowl (1965, 1966, 1967, 1968, 1969, 1970)
- (5) First-team All-Pro (1966, 1967, 1968, 1969, 1970)
- (2) Second-team All-Pro (1964, 1965)
- Formazione ideale della NFL degli anni 1960
- Pro Football Hall of Fame (classe del 2007)